# Martin Wolf
Martin Wolf (Londen, 1946) is een Brits journalist. Hij is sinds 1996 Chief Economics Commentator bij de Financial Times en sinds 1999 fellow van het World Economic Forum in Davos. Hij is tevens een vaste aanwezige op de Bilderbergconferenties.

## Biografie
Martin Wolf is de zoon van een Nederlandse moeder. Het gezin Wolf was woonachtig te IJmuiden en vluchtte naar Londen tijdens de Tweede Wereldoorlog.
Wolf studeerde klassieke talen, filosofie en economie aan de Universiteit van Oxford waar hij studeerde aan Corpus Christi College en Nuffield College. Hij werkte van 1971 tot 1981 voor de World Bank en van 1981 tot 1987 was hij Director of Studies bij het Trade Policy Research Centre in Londen. In 1987 stapt hij over naar de redactie van de Financial Times waar hij in 1990 promoveert tot associate editor en in 1996 tot chief economics commentator. Zijn wekelijkse column wordt wereldwijd gelezen, onder meer door Paul Krugman en Timothy Geithner. Wolf wordt beschouwd als een van de meest gezaghebbende economische journalisten ter wereld.

## Erkenning
Wolf is sinds 2000 Commander van The Most Excellent Order of the British Empire "for services to financial journalism". In 2012 ontving hij de Ischia International Journalism Award. Hij werd in 2018 gelauwerd als doctor honoris causa van de KU Leuven met als promotoren André Decoster, Bart Kerremans en Jo Tollebeek. Eerdere eredoctoraten ontving hij van de University of Nottingham en de University of London, meer bepaald de London School of Economics, beide in 2006.